# 海南鳒鲆
海南鳒鲆（学名：Psettina hainanensis）为輻鰭魚綱鰈形目鰈亞目鲆科鳒鲆属的鱼类，是中国的特有物种。分布于北达日本以及海南省北部湾到台湾等海区等，属于亚热带浅海底层鱼，體長可達13公分，棲息在底層水域，生活習性不明。该物种的模式产地在海南岛新村。
其种加词“hainanensis”意为“海南的”。